# Fouchy
Fouchy (in tedesco Grube im Weilertal) è un comune francese di 655 abitanti situato nel dipartimento del Basso Reno nella regione del Grand Est.

## Società

### Evoluzione demografica
Abitanti censiti